# Mors dag (film fra 2005)
 For alternative betydninger, se Mors dag (flertydig). (Se også artikler, som begynder med Mors dag)
Mors dag er en dansk kortfilm fra 2005 instrueret af May el-Toukhy.

## Handling
Filmen er en skildring af relationen mellem tre søstre, der skal dele boet efter deres mors død.

## Medvirkende
- Christina Ibsen Meyer
- Laura Bro
- Maj-Britt Mathiesen
- Maria Stenz